# 青木豊 (写真家)
青木 豊（あおき ゆたか、1968年3月 - ）は、日本の写真家で、もっぱら悪天候の追跡と撮影を行う「ストームチェイサー (storm chaser)」として活動し、雷、雹、竜巻、積乱雲などに関わる気象現象を撮影している。

## 経歴
茨城県の後の筑西市に、写真館の次男として生まれた。
茨城県立結城第一高等学校卒業後、フリーターとして過ごす時期を経て26歳で家業を継ぎ、商業写真を撮影していたが、36歳で店を畳んでフリーランスの写真家となった。
2007年に、たまたま稲妻の写真を撮影したことを契機に気象学を学び、いわゆるストームチェイサーとしての活動を始めた。居住する筑西市から半径30kmほどの範囲をおもな活動フィールドとしているが、この地域は、夏場には「日光雷」と称される日光連山で発生する雷の通り道になっている。
2014年には、テレビ番組『情熱大陸』の企画で、ストームチェイスの本場とされるアメリカ合衆国中西部に初めて渡り、竜巻の撮影を行なった。

## 写真集
- ストーム・チェイサー = The Japanese storm chaser：夢と嵐を追い求めて、結エディット（結ブックス）、2015年 ISBN 978-4-90-157410-5